# Hüll (Betzenstein)
Hüll ist ein Gemeindeteil der Stadt Betzenstein im Landkreis Bayreuth (Oberfranken, Bayern). Hüll liegt in der Gemarkung Weidensees.

## Geografie
Das ländlich geprägte Kirchdorf befindet sich etwa zwei Kilometer nordnordöstlich des Ortszentrums von Betzenstein auf einer Höhe von 476 m ü. NHN. Nachbarorte sind im Uhrzeigersinn Weidensees, Mergners, Betzenstein, Kröttenhof und Höchstädt.

## Geschichte
Der Ort wurde 1348 als „Hul“ erstmals urkundlich erwähnt. Der Name leitet sich von einem Wasserspeicher, der sogenannte Hüle, ab.
Durch die zu Beginn des 19. Jahrhunderts im Königreich Bayern durchgeführten Verwaltungsreformen wurde der Ort ein Bestandteil der Ruralgemeinde Weidensees. Im Zuge der Gebietsreform in Bayern wurde Hüll zusammen mit der Gemeinde Weidensees am 1. Januar 1972 in die Stadt Betzenstein eingegliedert.

## Verkehr
Die Anbindung an das öffentliche Straßenverkehrsnetz wird durch die am östlichen Ortsrand vorbei verlaufende Kreisstraße BT 30 hergestellt, die aus dem Nordnordosten von Weidensees kommend in südsüdwestliche Richtung zur Staatsstraße 2163 bzw. nach Betzenstein weiterführt. Eine Zufahrt auf die Bundesautobahn 9 ist an der Anschlussstelle Plech etwa fünf Kilometer südöstlich des Ortes möglich.

## Baudenkmäler

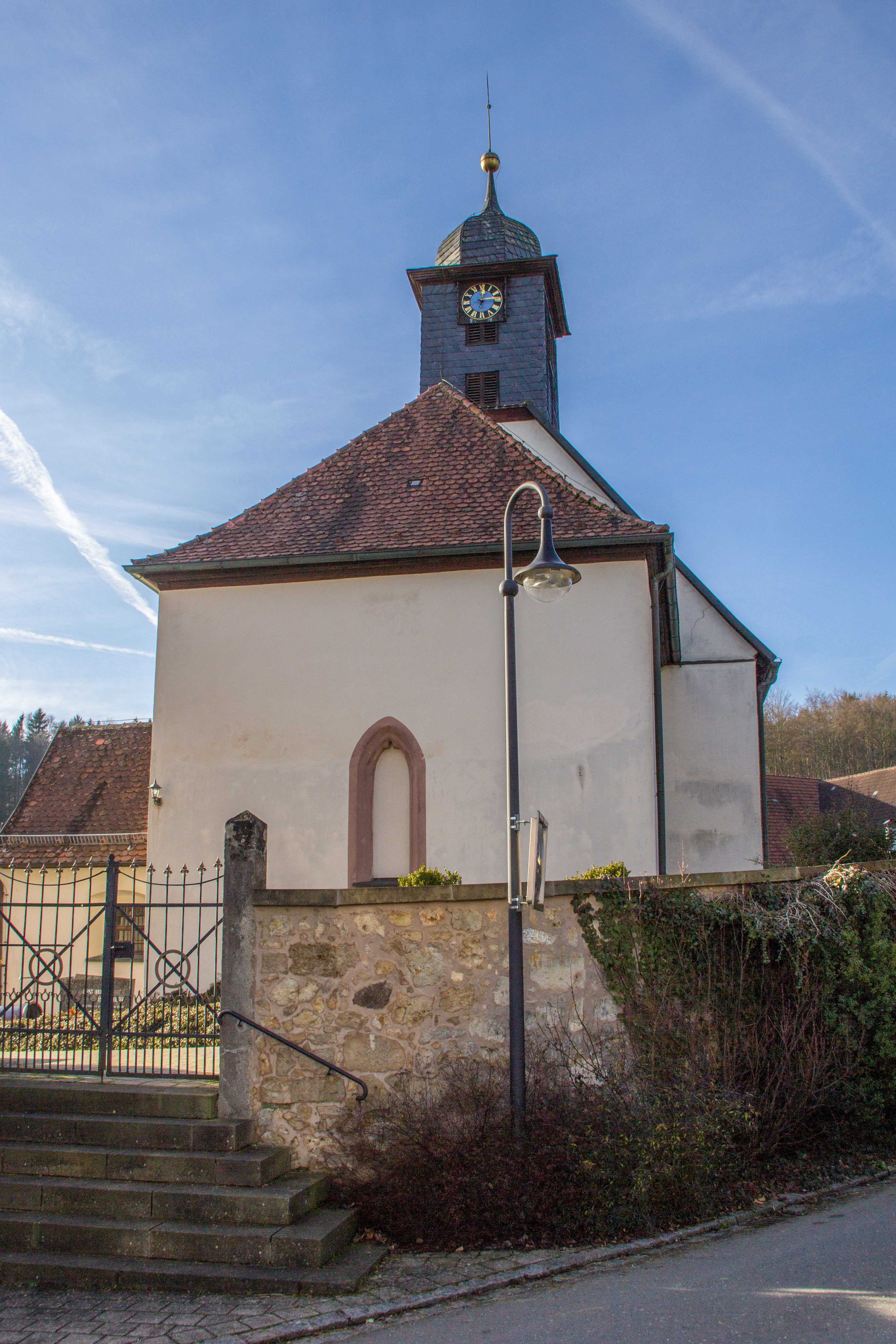
Die Filialkirche Hüll

Im Ortskern von Hüll befinden sich mehrere denkmalgeschützte Bauwerke und eine evangelische Filialkirche aus dem 15. Jahrhundert. 
Die Kirchengemeinde gehört zur Pfarrei Betzenstein, die Kirche war einst dem Frankenheiligen St. Martin geweiht. Die ursprüngliche Kirche geht auf das 11. Jahrhundert zurück. Im 14. Jahrhundert wurde Hüll im Rahmen der Marienverehrung zum Wallfahrtsort. Der heutige Bau entstand wohl um 1400. 1421 wurde Hüll erstmals als Frühmessnerei erwähnt. Die Kirche hatte früher einen hohen Turm, der wegen Baufälligkeit 1820 abgetragen wurde.